# سمز (آلاباما)
سمز (به انگلیسی: Semmes) یک شهر در ایالات متحده آمریکا است که در شهرستان موبایل، آلاباما واقع شده‌است. سمز ۲۱٫۵۴ کیلومتر مربع مساحت و ۲٬۶۷۱ نفر جمعیت دارد و ۶۶ متر بالاتر از سطح دریا واقع شده‌است.